# Marco D'Urbano
Marco D'Urbano, né le 15 août 1991 à Pescara (Abruzzes), est un coureur cycliste italien. 

## Palmarès
- 2013
  - Bologna-Passo della Raticosa
  - 2e du Trophée Adolfo Leoni
- 2014
  - Mémorial Daniela Ferrini
  - Trofeo San Leolino
  - Trophée de la ville de Malmantile
  - 2e du Trofeo SS Addolorata
  - 3e du championnat d'Italie élites sans contrat
  - 3e du Trofeo Alta Valle del Tevere
  - 3e du Giro del Casentino
  - 3e du Trofeo Tosco-Umbro
- 2015
  - 2e étape du Rhône-Alpes Isère Tour

## Classements mondiaux
| Année           | 2014 | 2015 |
| --------------- | ---- | ---- |
| UCI Europe Tour | 678e | 694e |